# William Brownrigg

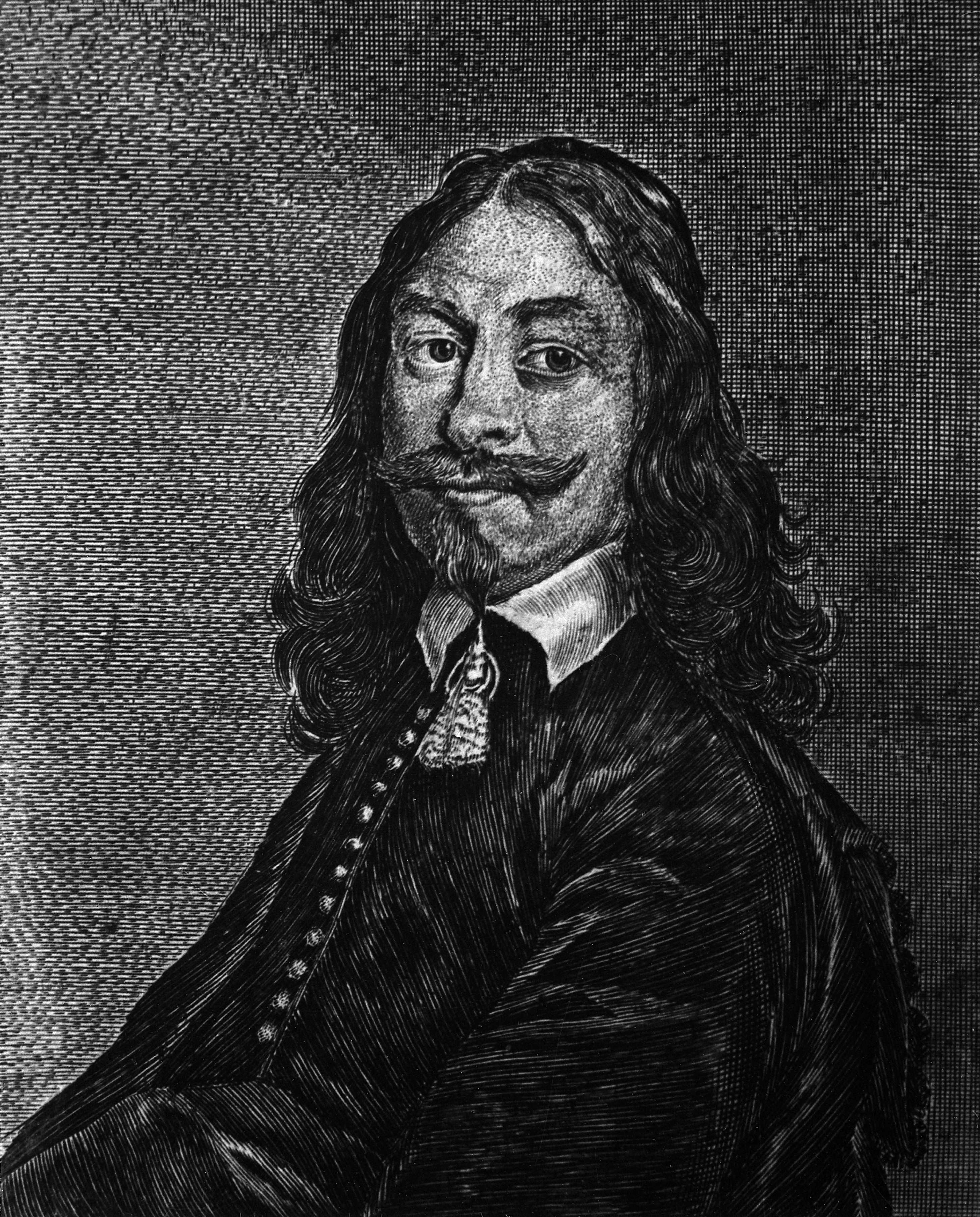
Porträt von William Brownrigg

William Brownrigg (* 24. März 1711jul. / 4. April 1712greg., nach anderen Angaben 13. März 1711jul. / 24. März 1712greg. in High Close Hall, Cumberland; † 6. Januar 1800 in Ormathwaite, Lake District) war ein britischer Chemiker und Arzt. Er beschrieb Platin als eigenständiges Element und forschte über Grubengase, die Zusammensetzung der Luft und Kohlensäure.

## Leben und Werk
Brownrigg war Apothekerlehrling in Carlisle, studierte zwei Jahre in London bei einem Chirurgen und Medizin an der Universität Leiden. Zu seinen Lehrern gehörten dort Herman Boerhaave, Adriaan van Royen, Bernhard Siegfried Albinus und Willem Jacob ’s Gravesande. 1737 promovierte er in Leiden und war dann Arzt in der Hafenstadt Whitehaven in Cumberland. 1741 heiratete er Mary Spedding, deren Vater und Onkel für die lokal einflussreiche Familie Lowther Kohleminen verwalteten.

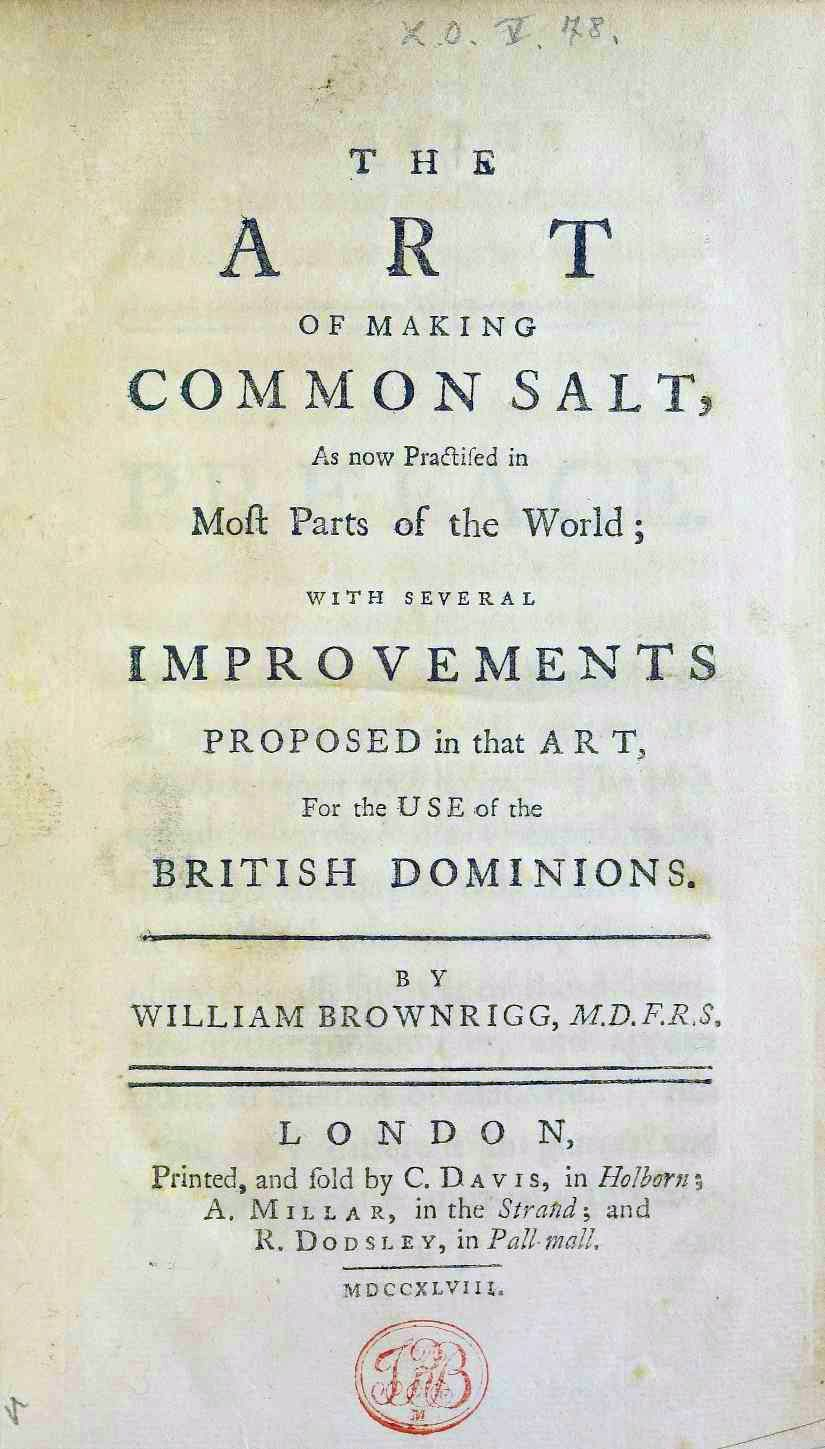
The Art of making common salt, 1748

Er veröffentlichte und experimentierte über Grubengas (Methan und Kohlestaub). Er sammelte das Gas über Bleileitungen und schlug die Verwendung als Leuchtgas vor. Er fand auch ein Verfahren die Gefahr von Methangasexplosionen in Bergwerken mit einem Barometer vorherzusagen und wurde deshalb oft von Bergwerksbesitzern konsultiert. Die Präsentation des Gases vor der Royal Society brachten ihm die Aufnahme in die Gesellschaft, er veröffentlichte darüber aber nur wenig, da er ein größeres Werk darüber vorbereitete, das aber nicht erschien. Brownrigg untersuchte auch Mineralwässer nach einem Kuraufenthalt auf dem Kontinent (Bad Pyrmont, Spa). 1741 (Veröffentlichung in den Philos. Transactions der Royal Society) erkannte er, dass das darin enthaltene Gas (Kohlendioxid) auch in Rauch aus Kohlefeuern vorkommt (wie auch schweflige Mineralwässer mit Schwefeldämpfen zusammenhängen). Damit entdeckte er die Zusammensetzung der Luft aus verschiedenen Komponenten und die Natur der Kohlensäure. Er war dabei von Stephen Hales (Experimente zur Fixierung von Gasen in festen Körpern), Robert Boyle, Johan Baptista van Helmont und was Mineralwasser anging von Friedrich Hoffmann beeinflusst. Auch sein medizinischer Hintergrund (Theorien der Exhalationen des menschlichen Körpers) spielte eine Rolle. Wegen seiner relativen Isolierung und nur bruchstückhaften Veröffentlichungen geriet seine Priorität in der Chemie der Gase in Vergessenheit und seine Ergebnisse wurden durch Joseph Black und andere wiederentdeckt (im Fall der Kohlensäure durch Joseph Priestley um 1768). Henry Cavendish kannte aber wahrscheinlich seine Arbeiten.
Er fand 1774, dass Kalzium- und Eisenkarbonat durch in Wasser gelöstes Kohlendioxid gelöst werden können. Für diese Untersuchungen erhielt er 1776 die Copley-Medaille.
Eine Probe von Platinerz, die über Jamaica aus Kolumbien geschmuggelt worden war und ihm 1741 von Charles Wood (1702–1774) zur Verfügung gestellt wurde, der die Eisenhütten einrichtete, an denen Brownrigg in Wales beteiligt war und zuvor Bergwerke in Jamaica leitete, führten zur eingehenden Untersuchung des Metalls (teilweise mit Wood) und Veröffentlichungen 1749/50 in den Phil. Trans. der Royal Society. Unter anderem fanden sie, dass es nicht mit den bekannten Säuren reagierte und von den bekannten Elementen somit Gold am nächsten stand.
Als Arzt publizierte er 1771 darüber, wie man dem Ausbruch von Epidemien begegnen könne (anlässlich einer Pestepidemie auf dem Kontinent, die dann aber England nicht erreichte) und er war auch unternehmerisch aktiv (Entwicklung von Eisenverhüttung in Wales). 1771 besuchte ihn Benjamin Franklin in seinem (von seinem Vater geerbten) Haus in Ormathwaite im Lake District, wohin er im Ruhestand zog. Mit Franklin unternahm er ein Experiment, die Wellen im See Derwent Water bei Sturm durch Öl zu glätten.
1748 publizierte er ein Buch über Salzherstellung (in der Hoffnung Großbritannien auf diesem Gebiet unabhängiger zu machen).
Er war Fellow der Royal Society und erhielt deren Copley Medal.